# Carolina Gainza
Carolina Olivia Gainza Cortés (Santiago, 29 de marzo de 1978) es una socióloga y política chilena, militante del Frente Amplio. Fue subsecretaria de Ciencia, Tecnología, Conocimiento e Innovación de su país bajo el gobierno del presidente Gabriel Boricentre el marzo de 2022 y noviembre de 2024.

## Familia y estudios
Es una de los cuatro hijos del matrimonio compuesto por Pedro Gainza y Mirna Cortés, realizó sus estudios secundarios en el Liceo n°7 de Providencia. Cursó sus estudios superiores en la carrera de sociología en la Universidad de Chile, y un magíster en estudios latinoamericanos, en la misma casa de estudios. De la misma manera, cursó un doctorado en lenguajes y literaturas hispanas en la Universidad de Pittsburgh, Estados Unidos.
Es madre de dos hijos.

## Trayectoria profesional
Ha ejercido su profesión en el sector universitario. Gran parte de su trayectoria académica y de investigación la ha desarrollado como profesora asociada de la Facultad de Comunicación y Letras de la Universidad Diego Portales, lugar donde actualmente desempeña sus labores. Su área de investigación y docencia se vinculan principalmente a la cultura digital, aspectos sociales de la inteligencia artificial, estudios culturales latinoamericanos, literatura digital y humanidades digitales.
Ha sido investigadora principal y co-investigadora en proyectos con financiamiento nacional e internacional. En su trayectoria ha publicado alrededor de 40 textos entre los que cuentan artículos de libro, artículos académicos en revistas indexadas y libros en las materias de su especialidad. En docencia ha formado generaciones de estudiantes e investigadores en literatura, cultura digital y estudios culturales latinoamericanos. En 2021, junto con la académica Carolina Zúñiga (Universidad Diego Portales) crearon el Laboratorio de Cultura Digital en la Universidad Diego Portales y desarrollaron la “Cartografía de la Literatura Digital Latinoamericana”  el cual obtuvo el segundo lugar en la categoría “best DH Data Visualization” en los premios Digital Humanities 2021.
Es autora del libro Narrativas y Poéticas Digitales en América Latina. Producción literaria en el capitalismo informacional, publicado en 2018. Además, fue una de las fundadoras de la Asociación de Investigadores en Artes y Humanidades y parte de su directiva durante cinco años.Por otra parte, fungió como directora de la revista Laboratorio, entre 2013 y 2018.

## Trayectoria política
Fue militante del partido Convergencia Social (CS) y se integró a las filas del Frente Amplio desde su fundación en 2024. En febrero de 2022 fue designada por el entonces presidente electo Gabriel Boric, como titular de la subsecretaria de Ciencia, Tecnología, Conocimiento e Innovación, función que asumió el 11 de marzo de dicho año, con el inicio formal de la administración, y que ejerció hasta el 6 de noviembre de 2024.